# District de Mussidan
Le district de Mussidan, précédemment nommé district de Montpon, est une ancienne division administrative française du département de la Dordogne de 1790 à 1795, en remplacement du district de Montpon.
Il était composé des cantons de Mussidan, Lamothe, des Leches, de Monpont, Neuvic, Saint Meard de Gurson, Vélines et Villefranche.